# Dorothea Henzler
Pour les articles homonymes, voir Henzler.
Dorothea Henzler, née le 31 octobre 1948 à Türkheim, est une femme politique allemande membre du Parti libéral-démocrate (FDP).
Elle a été ministre de l'Éducation du Land de Hesse.

## Biographie

### Études et carrière professionnelle
Elle obtient son Abitur en 1967, puis suit pendant deux ans une formation d'ingénieure assistante au sein de la société Siemens. À l'issue de cette formation, elle devient conseillère pour la vente des données technologiques de la société jusqu'en 1977. Cette année-là, elle cesse toute activité professionnelle.
Elle est mariée, mère de deux enfants et de confession catholique romaine.

### Carrière politique
En 1981, elle adhère au Parti libéral-démocrate (FDP). Elle entre à la présidence régionale de Hesse douze ans plus tard.
Elle entre au conseil municipal d'Oberursel en 1985. En 1993, elle y prend la présidence du groupe FDP, puis est élue députée régionale au Landtag en 1995.
Elle préside tout d'abord la commission parlementaire du Travail, des Femmes et de l'Ordre social durant deux ans à partir de 1997, avant de succéder à Jörg-Uwe Hahn comme coordinatrice parlementaire du groupe FDP en avril 1999. Le 5 avril 2003, elle obtient l'une des vice-présidences du groupe.
Le 5 février 2009, Dorothea Henzler est nommée ministre de l'Éducation de Hesse dans la coalition noire-jaune conduite par le Ministre-président Roland Koch. Elle quitte la présidence régionale du FDP cette même année. Elle est remplacée, le 31 mai 2012, par Nicola Beer.